# Salmo 147

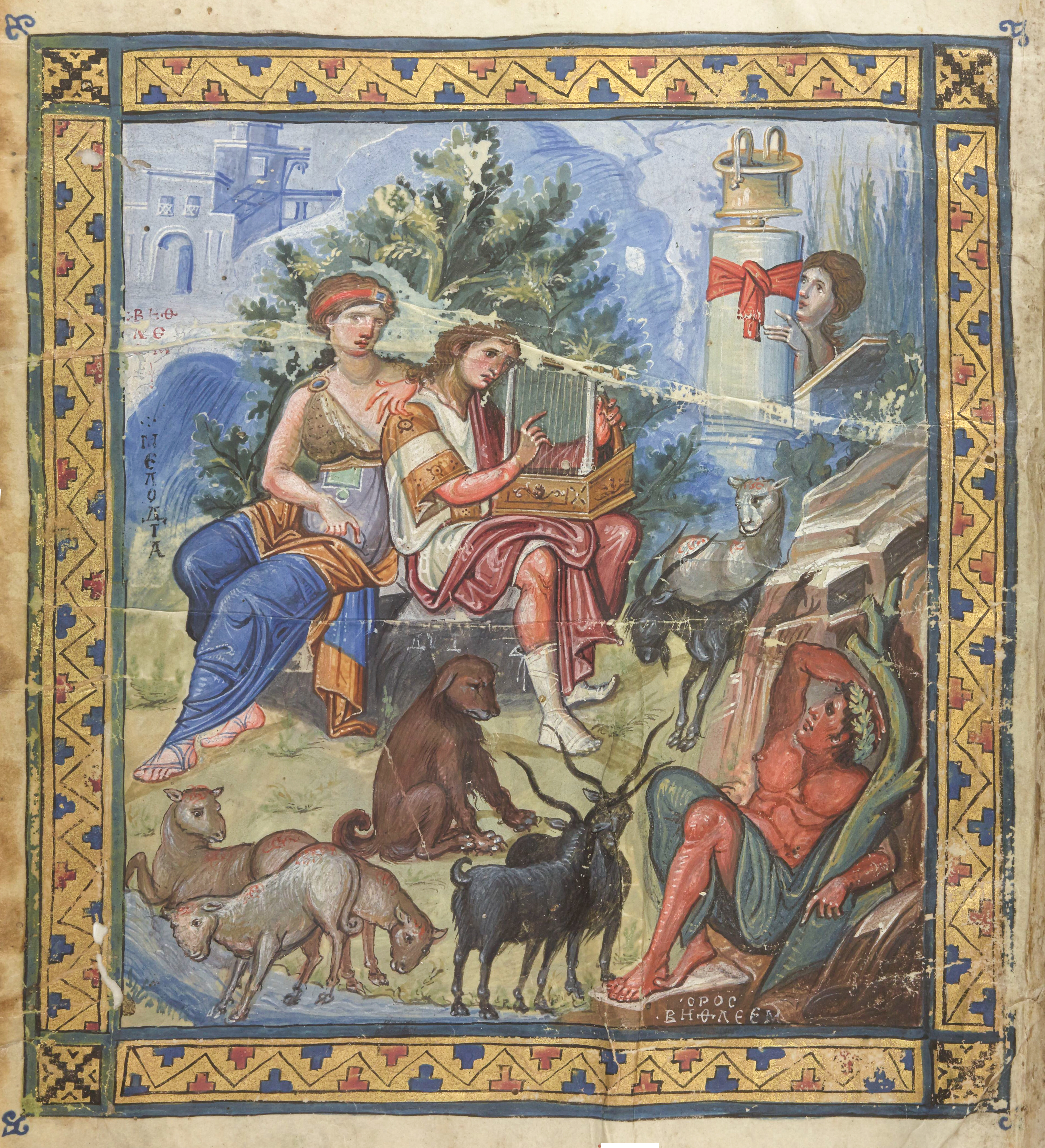
David tocando su arpa,
Salterio de París, c. 960, Constantinopla

El Salmo 147 es el salmo 147 del Libro de los Salmos, que comienza en inglés en la versión de la Biblia del rey Jacobo: «Alabad al Señor, porque es bueno cantar salmos». En el sistema de numeración ligeramente diferente utilizado en la versión griega Septuaginta de la Biblia, y en la latina Vulgata/Vulgata clementina, este salmo se divide en el Salmo 146 y el Salmo 147. En latín, el Salmo 146 se conoce como «Laudate Dominum quoniam bonum psalmus», y el Salmo 147 como «Lauda Jerusalem Dominum».
Ambos se consideran salmos de alabanza y figuran entre los cinco salmos de alabanza finales del salterio. Se utilizan como partes habituales de las liturgias judía, católica, anglicana, luterana y otras liturgias protestantes y a menudo se han puesto música.

## Sistema de numeración alternativo
Las versiones griega Septuaginta y latina Vulgata de la Biblia siguen el sistema de numeración de los salmos utilizado por la Biblia en hebreo y la Versión King James hasta el Salmo 8, pero combinan y dividen varios salmos a partir de ahí. El Salmo 147 es el último que se divide en dos partes, renumeradas como Salmo 146 y Salmo 147. El Salmo 146 en la Septuaginta y la Vulgata se compone de los versículos 1-11 del actual Salmo 147, mientras que el Salmo 147 en la Septuaginta y la Vulgata se compone de los versículos 12-20 del actual Salmo 147. 

## Antecedentes y temas
El Salmo 147 es uno de los últimos cinco salmos del Libro de los Salmos y, al igual que los demás de este grupo, comienza y termina en hebreo con la palabra «Aleluya» («Alabado sea Dios»). Por lo tanto, se clasifica como un salmo de alabanza. Charles Spurgeon señala que el versículo 1 establece una conexión entre la alabanza y el canto, ya que «cantar las alabanzas divinas es el mejor uso posible del habla». A partir del versículo 2, el salmista presenta una serie de razones para alabar a Dios, incluida su atención continua a la ciudad de Jerusalén, a las personas con el corazón roto y heridas, al cosmos y a la naturaleza.  C. S. Rodd divide el salmo en tres secciones, «cada una de las cuales tiene la forma de un himno de alabanza completo», a saber, los versículos 1-6, 7-11 y 12-20.
En la Septuaginta, los Salmos 145 a 148 reciben el título «de Hageo y Zacarías».

## Texto
La siguiente tabla muestra el texto en hebreo del Salmo con vocales, junto con el texto en griego koiné de la Septuaginta y la traducción al español de la Biblia del Rey Jacobo. Tenga en cuenta que el significado puede diferir ligeramente entre estas versiones, ya que la Septuaginta y el texto masorético provienen de tradiciones textuales diferentes. En la Septuaginta, los versículos 1-11 se cuentan como el Salmo 146, y los versículos 12-20 se cuentan como el Salmo 147.
| #  | Hebreo                                              | Español | Griego |
| -- | --------------------------------------------------- | --- | --- |
| 1  | הַ֥לְלוּ־יָ֨הּ ׀ כִּי־ט֭וֹב זַמְּרָ֣ה אֱלֹהֵ֑ינוּ כִּי־נָ֝עִ֗ים נָאוָ֥ה תְהִלָּֽה׃     | Alabad al Señor, porque es bueno cantar alabanzas a nuestro Dios, porque es agradable y la alabanza es digna.           | ᾿Αλληλούϊα· ᾿Αγγαίου καὶ Ζαχαρίου. - ΑΙΝΕΙΤΕ τὸν Κύριον, ὅτι ἀγαθὸν ψαλμός· τῷ Θεῷ ἡμῶν ἡδυνθείη αἴνεσις.                                |
| 2  | בּוֹנֵ֣ה יְרוּשָׁלַ֣͏ִם יְהֹוָ֑ה נִדְחֵ֖י יִשְׂרָאֵ֣ל יְכַנֵּֽס׃                   | El Señor edifica Jerusalén: y reúne a los desterrados de Israel.                                                        | οἰκοδομῶν ῾Ιερουσαλὴμ ὁ Κύριος, καὶ τὰς διασπορὰς τοῦ ᾿Ισραὴλ ἐπισυνάξει,                                                                |
| 3  | הָ֭רֹפֵא לִשְׁב֣וּרֵי לֵ֑ב וּ֝מְחַבֵּ֗שׁ לְעַצְּבוֹתָֽם׃                       | Él sana a los quebrantados de corazón y venda sus heridas.                                                              | ὁ ἰώμενος τοὺς συντετριμμένους τὴν καρδίαν καὶ δεσμεύων τὰ συντρίμματα αὐτῶν,                                                            |
| 4  | מוֹנֶ֣ה מִ֭סְפָּר לַכּוֹכָבִ֑ים לְ֝כֻלָּ֗ם שֵׁמ֥וֹת יִקְרָֽא׃                   | Él cuenta el número de las estrellas; a todas las llama por su nombre.                                                  | ὁ ἀριθμῶν πλήθη ἄστρων, καὶ πᾶσιν αὐτοῖς ὀνόματα καλῶν.                                                                                  |
| 5  | גָּד֣וֹל אֲדוֹנֵ֣ינוּ וְרַב־כֹּ֑חַ לִ֝תְבוּנָת֗וֹ אֵ֣ין מִסְפָּֽר׃               | Grande es nuestro Señor, y de gran poder; su entendimiento es infinito.                                                 | μέγας ὁ Κύριος ἡμῶν, καὶ μεγάλη ἡ ἰσχὺς αὐτοῦ, καὶ τῆς συνέσεως αὐτοῦ οὐκ ἔστιν ἀριθμός.                                                 |
| 6  | מְעוֹדֵ֣ד עֲנָוִ֣ים יְהֹוָ֑ה מַשְׁפִּ֖יל רְשָׁעִ֣ים עֲדֵי־אָֽרֶץ׃               | El Señor levanta a los humildes; derriba a los impíos hasta la tierra.                                                  | ἀναλαμβάνων πρᾳεῖς ὁ Κύριος, ταπεινῶν δὲ ἁμαρτωλοὺς ἕως τῆς γῆς.                                                                         |
| 7  | עֱנ֣וּ לַֽיהֹוָ֣ה בְּתוֹדָ֑ה זַמְּר֖וּ לֵאלֹהֵ֣ינוּ בְכִנּֽוֹר׃                 | Cantad al Señor con acción de gracias; cantad alabanzas a nuestro Dios con el arpa:                                     | ἐξάρξατε τῷ Κυρίῳ ἐν ἐξομολογήσει, ψάλατε τῷ Θεῷ ἡμῶν ἐν κιθάρᾳ                                                                          |
| 8  | הַֽמְכַסֶּ֬ה שָׁמַ֨יִם ׀ בְּעָבִ֗ים הַמֵּכִ֣ין לָאָ֣רֶץ מָטָ֑ר הַמַּצְמִ֖יחַ הָרִ֣ים חָצִֽיר׃ | El que cubre el cielo de nubes, el que prepara la lluvia para la tierra, el que hace crecer la hierba sobre los montes. | τῷ περιβάλλοντι τὸν οὐρανὸν ἐν νεφέλαις, τῷ ἑτοιμάζοντι τῇ γῇ ὑετόν, τῷ ἐξανατέλλοντι ἐν ὄρεσι χόρτον καὶ χλόην τῇ δουλείᾳ τῶν ἀνθρώπων, |
| 9  | נוֹתֵ֣ן לִבְהֵמָ֣ה לַחְמָ֑הּ לִבְנֵ֥י עֹ֝רֵ֗ב אֲשֶׁ֣ר יִקְרָֽאוּ׃                 | Él da alimento a las bestias y a los polluelos de los cuervos que claman.                                               | διδόντι τοῖς κτήνεσι τροφὴν αὐτῶν καὶ τοῖς νεοσσοῖς τῶν κοράκων τοῖς ἐπικαλουμένοις αὐτόν.                                               |
| 10 | לֹ֤א בִגְבוּרַ֣ת הַסּ֣וּס יֶחְפָּ֑ץ לֹא־בְשׁוֹקֵ֖י הָאִ֣ישׁ יִרְצֶֽה׃             | No se deleita en la fuerza del caballo, ni se complace en las piernas del hombre.                                       | οὐκ ἐν τῇ δυναστείᾳ τοῦ ἵππου θελήσει, οὐδὲ ἐν ταῖς κνήμαις τοῦ ἀνδρὸς εὐδοκεῖ·                                                          |
| 11 | רוֹצֶ֣ה יְ֭הֹוָה אֶת־יְרֵאָ֑יו אֶת־הַֽמְיַחֲלִ֥ים לְחַסְדּֽוֹ׃                | El Señor se complace en los que le temen, en los que esperan en su misericordia.                                        | εὐδοκεῖ Κύριος ἐν τοῖς φοβουμένοις αὐτὸν καὶ ἐν πᾶσι τοῖς ἐλπίζουσιν ἐπὶ τὸ ἔλεος αὐτοῦ.                                                 |
| 12 | שַׁבְּחִ֣י יְ֭רוּשָׁלַ͏ִם אֶת־יְהֹוָ֑ה הַֽלְלִ֖י אֱלֹהַ֣יִךְ צִיּֽוֹן׃                | Alabad al Señor, oh Jerusalén; alabad a vuestro Dios, oh Sion.                                                          | ᾿Αλληλούϊα· ᾿Αγγαίου καὶ Ζαχαρίου. - ΕΠΑΙΝΕΙ, ῾Ιερουσαλήμ, τὸν Κύριον, αἴνει τὸν Θεόν σου, Σιών,                                         |
| 13 | כִּֽי־חִ֭זַּק בְּרִיחֵ֣י שְׁעָרָ֑יִךְ בֵּרַ֖ךְ בָּנַ֣יִךְ בְּקִרְבֵּֽךְ׃                  | Porque él ha fortalecido los cerrojos de tus puertas; ha bendecido a tus hijos dentro de ti.                            | ὅτι ἐνίσχυσε τοὺς μοχλοὺς τῶν πυλῶν σου, εὐλόγησε τοὺς υἱούς σου ἐν σοί·                                                                 |
| 14 | הַשָּׂם־גְּבוּלֵ֥ךְ שָׁל֑וֹם חֵ֥לֶב חִ֝טִּ֗ים יַשְׂבִּיעֵֽךְ׃                     | Él da paz a tus fronteras y te colma con lo mejor del trigo.                                                            | ὁ τιθεὶς τὰ ὅριά σου εἰρήνην καὶ στέαρ πυροῦ ἐμπιπλῶν σε·                                                                                |
| 15 | הַשֹּׁלֵ֣חַ אִמְרָת֣וֹ אָ֑רֶץ עַד־מְ֝הֵרָ֗ה יָר֥וּץ דְּבָרֽוֹ׃                   | Él envía su mandato sobre la tierra; su palabra corre muy velozmente.                                                   | ὁ ἀποστέλλων τὸ λόγιον αὐτοῦ τῇ γῇ, ἕως τάχους δραμεῖται ὁ λόγος αὐτοῦ·                                                                  |
| 16 | הַנֹּתֵ֣ן שֶׁ֣לֶג כַּצָּ֑מֶר כְּ֝פ֗וֹר כָּאֵ֥פֶר יְפַזֵּֽר׃                       | Él da la nieve como lana; esparce el escarno como ceniza.                                                               | διδόντος χιόνα αὐτοῦ ὡσεὶ ἔριον, ὁμίχλην ὡσεὶ σποδὸν πάσσοντος·                                                                          |
| 17 | מַשְׁלִ֣יךְ קַֽרְח֣וֹ כְפִתִּ֑ים לִפְנֵ֥י קָ֝רָת֗וֹ מִ֣י יַעֲמֹֽד׃                 | Él arroja su hielo como bocados: ¿quién puede resistir su frío?                                                         | βάλλοντος κρύσταλλον αὐτοῦ ὡσεὶ ψωμούς, κατὰ πρόσωπον ψύχους αὐτοῦ τίς ὑποστήσεται;                                                      |
| 18 | יִשְׁלַ֣ח דְּבָר֣וֹ וְיַמְסֵ֑ם יַשֵּׁ֥ב ר֝וּח֗וֹ יִזְּלוּ־מָֽיִם׃                  | Él envía su palabra y los derrite; hace soplar su viento, y las aguas corren.                                           | ἐξαποστελεῖ τὸν λόγον αὐτοῦ καὶ τήξει αὐτά· πνεύσει τὸ πνεῦμα αὐτοῦ καὶ ῥυήσεται ὕδατα.                                                  |
| 19 | מַגִּ֣יד דְּבָרָ֣ו לְיַעֲקֹ֑ב חֻקָּ֥יו וּ֝מִשְׁפָּטָ֗יו לְיִשְׂרָאֵֽל׃                | Él muestra su palabra a Jacob, sus estatutos y sus juicios a Israel.                                                    | ὁ ἀπαγγέλλων τὸν λόγον αὐτοῦ τῷ ᾿Ιακώβ, δικαιώματα καὶ κρίματα αὐτοῦ τῷ ᾿Ισραήλ.                                                         |
| 20 | לֹ֘א עָ֤שָׂה כֵ֨ן ׀ לְכׇל־גּ֗וֹי וּמִשְׁפָּטִ֥ים בַּל־יְדָע֗וּם הַֽלְלוּ־יָֽהּ׃       | No ha hecho así con ninguna otra nación; y sus juicios no los han conocido. Alabad al Señor.                            | οὐκ ἐποίησεν οὕτως παντὶ ἔθνει καὶ τὰ κρίματα αὐτοῦ οὐκ ἐδήλωσεν αὐτοῖς.                                                                 |

### Versión King James
1. Alabad al Señor: porque es bueno cantar alabanzas a nuestro Dios; porque es agradable; y la alabanza es hermosa.
2. El Señor edifica a Jerusalén: reúne a los desterrados de Israel.
3. Sana a los quebrantados de corazón y venda sus heridas.
4. Él cuenta el número de las estrellas; las llama a todas por su nombre.
5. Grande es nuestro Señor, y de gran poder: su entendimiento es infinito.
6. El Señor levanta a los humildes: arroja a los malvados al suelo.
7. Cantad al Señor con acción de gracias; cantad alabanzas con el arpa a nuestro Dios:
8. El que cubre el cielo de nubes, el que prepara la lluvia para la tierra, el que hace crecer la hierba sobre los montes.
9. El que da a la bestia su alimento y a los polluelos de los cuervos que claman.
10. El que no se complace en la fuerza del caballo, ni se deleita en las piernas del hombre.
11. El Señor se complace en los que le temen, en los que esperan en su misericordia.
12. Alaba al Señor, oh Jerusalén; alaba a tu Dios, oh Sión.
13. Porque él ha fortalecido los cerrojos de tus puertas; ha bendecido a tus hijos dentro de ti.
14. Él hace la paz en tus fronteras, y te llena con lo mejor del trigo.
15. Él envía su mandato sobre la tierra: su palabra corre muy veloz.
16. Él da nieve como lana; esparce la escarcha como ceniza.
17. Lanza su hielo como bocados; ¿quién puede resistir su frío?
18. Envía su palabra y los derrite; hace soplar su viento y fluyen las aguas.
19. Muestra su palabra a Jacob, sus estatutos y sus juicios a Israel.
20. No ha hecho así con ninguna nación; y en cuanto a sus juicios, no los han conocido. Alabad al Señor.

## Comentarios

### De la Iglesia católica

#### A todo el salmo
Dentro del conjunto de himnos con el que concluye el libro de los Salmos, el Salmo 147 se distingue por unir dos motivos principales de alabanza: la acción de Dios en la creación y su intervención en la historia de Israel. De este modo, abarca todos los fundamentos de la alabanza al Señor. En los salmos siguientes, se destacarán los sujetos de esa alabanza: toda la creación (cf. Sal 148) y, de manera especial, el pueblo de Israel (cf. Sal 149).
Este salmo también mantiene continuidad con el anterior, al reafirmar que Dios cuida de los pobres y rechaza a los impíos (cf. Sal 146,9; 147,6), y amplía la reflexión sobre la acción divina: el Dios creador (cf. Sal 146,6) es, además, un Dios providente. Está estructurado en tres partes, cada una comenzando con una invitación a la alabanza (vv. 1, 7, 12), seguida por la contemplación de las obras de Dios:
- .Primera parte (vv. 1-6): tras el llamado a alabar (v. 1), se celebra a Dios por reunir y sanar a Israel (vv. 2-3), por su poder absoluto (vv. 4-5) y por su cuidado de los humildes (v. 6).
- .Segunda parte (vv. 7-11): luego de la invitación (v. 7), se contempla a Dios como quien sustenta la creación (vv. 8-9) y se complace en quienes le temen y esperan en su misericordia (vv. 10-11).
- .Tercera parte (vv. 12-20): dirigida expresamente a Jerusalén, esta sección alaba a Dios por el don de la paz (vv. 13-14), su dominio sobre la naturaleza (vv. 15-18), y el privilegio de haber dado su Ley a Israel (vv. 19-20).[14]

El cuidado de Dios por Jerusalén (vv. 2-3) y la entrega de su Palabra a Israel (vv. 19-20) encuadran el himno, dando unidad temática al conjunto. En la tradición de la Biblia de los Setenta y la Vulgata, este salmo fue dividido en dos: los vv. 1-11 como Salmo 146, y los vv. 12-20 como Salmo 147, probablemente por la referencia directa a Sión en la tercera parte. Sin embargo, esta división se unifica en el texto hebreo, restableciendo la numeración original desde el Salmo 10. Desde una perspectiva cristiana, este salmo invita a reconocer y alabar a Dios no solo como creador y salvador de Israel, sino como Aquel que se ha hecho presente en el mundo por medio de su Palabra encarnada, Jesucristo. Cristo es el fundamento de su Iglesia, nueva Jerusalén, que le glorifica animada por el Espíritu Santo.

#### A los versículos 1-10
«Nuestro Dios», indicado en los versículos 1-7  es el Dios de Israel al que el salmista contempla ya como redentor del pueblo y creador de todo. A propósito del «entonar salmos» comenta San Agustín:

Un salmo es ciertamente un cántico, pero no un cántico cualquiera, sino acompañándolo con el salterio. Y cuando concluimos este cántico, ¿cesa la alabanza divina? No. Tu lengua alaba por un tiempo, tu vida debe alabar por siempre.

En esta sección del salmo se profundiza en el papel de Dios como redentor, evocando el regreso de los desterrados. A la vez, se exalta su poder sobre el universo, que gobierna con sabiduría (cf. Is 40,26). El hecho de que llame a las estrellas por su nombre indica su soberanía absoluta sobre ellas. Los «humildes» son los que se acogen al Señor con confianza, sin apoyarse en sus propios méritos o fuerzas. La nueva invitación a la alabanza introduce también su dimensión litúrgica —«con la cítara»—, lo que indica un contexto de celebración cultual. La razón para alabar sigue siendo el poder de Dios, esta vez manifestado en su provisión de alimento para todas las criaturas. Cabe notar que el final del versículo 8 —«y plantas…»— no está presente en el texto hebreo. A la contemplación de la providencia divina se suma ahora un motivo teológico fundamental: la preferencia de Dios por los humildes, quienes viven en actitud de apertura y temor reverente hacia Él.

#### A los versículos 11-20
El Dios creador y redentor es también el Dios de Sión, el que habita en Jerusalén y a quien la ciudad reconoce por las obras realizadas en su favor: le ha concedido seguridad frente a sus enemigos y prosperidad interior. La segunda parte del versículo 14, con una expresión similar a la de Sal 81,17, ha sido interpretada por la tradición cristiana como una alusión a la Eucaristía, expresión suprema de la generosidad divina.
La alabanza que Jerusalén dirige al Señor incluye también su dominio sobre los elementos naturales, como la nieve y el hielo (vv. 15-18), que son presentados como signos visibles de su palabra eficaz. Esta palabra, personificada en el v. 15, es la misma que creó el mundo y que actúa con fuerza para cumplir su propósito. Finalmente, esa misma palabra divina ha sido entregada a Israel en la Ley (v. 19), lo que lo convierte en un pueblo único, distinguido por su relación íntima con Dios (v. 20). Así, la revelación y la historia de salvación convergen en una alabanza que reconoce a Dios como Señor del cosmos y de su pueblo.

## Versículo 2
El Señor edifica a Jerusalén;
Él reúne a los desterrados de Israel.
El rabino Yehudah Aryeh Leib Alter de Ger (Sefat Emet) señala que en el original en hebreo, el versículo 2 está escrito en tiempo presente: «El Señor edifica Jerusalén». Enseña que, desde la destrucción del Templo Sagrado, cada generación contribuye activamente a su reconstrucción de forma acumulativa a través de sus méritos.
Maimónides extrae del versículo 2 una línea de tiempo para los acontecimientos que siguen a la llegada del Mashiach (Mesías judío). Primero llegará el Mashiach, luego se construirá el Templo Sagrado («El Señor construye Jerusalén»), y luego tendrá lugar la reunión de los exiliados («Él reúne a los marginados de Israel»). El Zohar añade que la Resurrección de los muertos tendrá lugar cuarenta años después del regreso de los exiliados.

## Usos

### Judaísmo
El Salmo 147 es un salmo importante en la liturgia judía y se recita en su totalidad en Pesukei Dezimra, que forma parte del servicio diario de oración matutina Shajarit en el judaísmo. Ocupa un lugar importante en el culto judío, ya que hace hincapié en la alabanza y la gratitud a Dios.

#### Interpretación
El rabino Yehudah Aryeh Leib Alter de Ger (Sefat Emet) ofrece una interpretación única del versículo 2, que está escrito en tiempo presente: «El Señor edifica Jerusalén». Enseña que, desde la destrucción del Templo Sagrado, cada generación contribuye activamente a su reconstrucción de forma acumulativa a través de sus méritos.
Maimónides extrae del versículo 2 una línea de tiempo para los acontecimientos posteriores a la llegada del Mashiach (Mesías judío). Según su interpretación, primero llegará el Mesías, luego se construirá el Templo Sagrado (como se menciona en «El Señor construye Jerusalén») y, finalmente, tendrá lugar la «reunión de Israel», que significa la reunificación del pueblo judío.

### Catolicismo
Desde la Edad Media, este salmo se recitaba o cantaba en el oficio de Vísperas el sábado, según la Regla de San Benito de 530 AD.
En la Liturgia de las Horas actual, la primera parte (versículos 1-11), numerada como Salmo 146 en la Septuaginta y la Vulgata, se recita o se canta en Laudes el jueves de la cuarta semana, y la segunda parte (versículos 12-20), numerada como Salmo 147 en la Septuaginta y la Vulgata, se recita o se canta el viernes de la segunda y cuarta semana del ciclo de cuatro semanas del salterio. En la liturgia de la misa, la primera parte (Salmo 146) se canta o se lee el quinto domingo del tiempo ordinario del año B del ciclo de tres años de domingos y el primer sábado de Adviento en el ciclo de dos años de entre semana, y la segunda parte (Salmo 147) se utiliza en la fiesta del Santísimo Cuerpo y Sangre de Cristo en el año A del ciclo de domingos, y en varios días laborables.

### Iglesia Ortodoxa Copta
En el Agpeya, el Libro de Horas de la Iglesia Copta, este salmo (como dos salmos consecutivos) se reza en la oficina de Completas y la tercera vigilia del oficio de medianoche.

### Libro de Oración Común
En el «Libro de Oración Común» de la Iglesia de Inglaterra, este salmo está destinado a ser leído la tarde del trigésimo día del mes.

## Arreglos musicales
En el catolicismo, Lauda Jerusalem, el Salmo 147 en la numeración de la Vulgata, era uno de los salmos incluidos en los servicios de vísperas y, por lo tanto, se ponía música a menudo. Los arreglos de las traducciones alemanas del Salmo 147 (numeración de la Biblia en hebreo) se publicaron a partir de la segunda mitad del siglo XVI.

### Lauda Jerusalem Dominum
En 1610, Monteverdi publicó su Vespro della Beata Vergine, en el que puso música a cinco salmos latinos. El último de ellos, Lauda Jerusalem, está arreglado para dos coros de tres voces cada uno, soprano, alto y bajo, mientras que los tenores cantan el cantus firmus. Marc-Antoine Charpentier puso música a 3 Lauda Jerusalem Dominum, H.158 (1670), H.191 (1684) y H.210 (1690). Michel Richard Delalande compuso Lauda Jerusalem Dominum para la celebración de la misa diaria del rey Luis XIV en Versalles. Henry Desmarest, contemporáneo de Delalande, escribió un grand motete sobre este salmo. Jan Dismas Zelenka compuso tres arreglos con orquesta, ZWV 102-104, aunque ZWV 103 se ha perdido. Antonio Vivaldi compuso un arreglo de Lauda Jerusalem como su RV 609, con partitura para dos coros, cada uno con una soprano solista, cuatro partes vocales y cuerdas.

### Traducciones al alemán
En 1568, Antonio Scandello publicó el primer volumen de su choralwiki, que contenía, como quinto elemento, una versión a cuatro voces de «Lobet den Herren, denn er ist sehr freundlich», una versión alemana del Salmo 147. Una traducción rimada del Salmo, «Zu Lob und Ehr mit Freuden singt» (Para alabar y honrar, cantad con alegría), se publicó en el Salterio Becker (1602), para ser cantado con la melodía de Es woll uns Gott genädig sein (Zahn n.º 7247), una versión del texto para la que Heinrich Schütz, un cuarto de siglo después, compuso una nueva versión a cuatro voces (SWV 252, Zahn n.º 7260).
La composición de Scandello se reimprimió en himnarios como el de 1627 de Johann Hermann Schein partituras, y el de 1682 de Gottfried Vopelius Neu Leipziger Gesangbuch, donde el texto alemán se atribuye a Nikolaus Selnecker.  Johann Sebastian Bach basó uno de sus corales a cuatro voces, «Lobet den Herren, denn er ist sehr freundlich», BWV 374, en una melodía de himno derivada de la composición de Scandello. La letra del coro inicial de la cantata de Bach de 1723 Preise, Jerusalem, den Herrn, BWV 119 («Alabad al Señor, Jerusalén»), para la inauguración de un nuevo ayuntamiento en Leipzig, son un dictum tomado de una traducción en prosa de los versículos 12-14 del Salmo 147.
Después de la composición de Scandello, y de la melodía del himno derivada de ella a principios del siglo XVIII (Zahn n.º 975), se compusieron y publicaron cinco melodías más para la traducción de «Lobet den Herren, denn er ist sehr freundlich» del Salmo 147 desde la década de 1730 hasta la de 1830 (Zahn n.º 976-980).  Alrededor de 1856, Anton Bruckner puso los versículos 1 a 11 del Salmo (es decir, todo el Salmo 146 en la numeración de la Vulgata) como Alleluja! Lobet den Herrn; denn lobsingen ist gut, WAB 37, para solistas, doble coro mixto y orquesta.